# N22 (Frankrijk)
De N22 of Route nationale 22 is een nationale weg in het zuiden van Frankrijk. De weg loopt van de N20 bij L'Hospitalet-près-l'Andorre naar de grens met Andorra en is ongeveer 20 kilometer lang. In Andorra loopt de weg als CG-2 verder via El Pas de la Casa naar Andorra la Vella.

## Geschiedenis
In 1811 liet Napoleon Bonaparte de Route impériale 25 aanleggen van Parijs naar La Rochelle. In 1824 werd de latere N22 gecreëerd uit de oude route van de Route impériale 25. Deze weg liep van Mauzé-sur-le-Mignon naar La Rochelle en was 38 kilometer lang.
In 1973 werd het eindpunt van de N11 verlegd van Rochefort naar La Rochelle. Daardoor werd de N22 onderdeel van de N11. In 1978 werd het nummer N22 hergebruikt voor de huidige route. Dit was voorheen de N20B.
N1 · N2 · N3 · N4 · N5 · N6 · N7 · N9 · N10 · N11 · N12 · N13 · N14 · N15 · N17 · N19 · N19J · N20 · N21 · N22 · N24 · N25 · N27 · N28 · N31 · N33 · N34 · N36 · N37 · N41 · N42 · N43 · N44 · N47 · N49 · N51 · N52 · N57 · N58 · N59 · N61 · N61A · N65 · N66 · N67 · N70 · N77 · N79 · N80 · N82 · N83 · N85 · N86 · N87 · N88 · N89 · N90 · N94 · N98 · N100 · N102 · N104 · N105 · N106 · N109 · N112 · N113 · N116 · N118 · N118A · N118B · N122 · N123 · N124 · N125 · N126 · N129 · N134 · N135 · N136 · N137 · N138 · N141 · N142 · N145 · N147 · N149 · N150 · N151 · N154 · N157 · N158 · N159 · N162 · N164 · N165 · N166 · N171 · N174 · N175 · N176 · N182 · N184 · N186 · N186A · N186B · N188 · N191 · N192 · N201 · N202 · N205 · N209 · N216 · N221 · N224 · N225 · N227 · N230 · N237 · N244 · N248 · N249 · N250 · N254 · N265 · N274 · N282 · N296 · N301 · N303 · N306 · N314 · N315 · N316 · N320 · N324 · N330 · N337 · N338 · N346 · N353 · N356 · N363 · N385 · N388 · N401 · N406 · N410 · N416 · N425 · N431 · N440 · N441 · N444 · N446 · N449 · N481 · N486 · N488 · N489 · N520 · N524 · N532 · N537 · N542 · N543 · N568 · N569 · N572 · N580 · N814 · N844 · N1007 · N1012 · N1013 · N1014 · N1019 · N1021 · N1029 · N1031 · N1043 · N1050 · N1075 · N1083 · N1104 · N1113 · N1134 · N1135 · N1141 · N1154 · N1338 · N1547 · N1569 · N2028 · N2043 · N2057 · N2162 · N2249